# William Bentsen
Pour les articles homonymes, voir Bentsen.
William Bentsen est un skipper américain né le 18 février 1930 à Chicago et mort le 25 décembre 2020.

## Carrière
William Bentsen obtient une médaille de bronze dans la catégorie des Flying Dutchman des Jeux olympiques d'été de 1964 à Tokyo. Huit ans plus tard, lors des Jeux olympiques d'été de 1972 à Munich, il remporte le titre olympique dans la catégorie des Soling.